# Центурион (фильм)
«Центурио́н» (англ. Centurion) — художественный фильм Нила Маршалла в жанре исторического триллера о легендарном IX Римском легионе, отправившемся на север, чтобы уничтожить пиктов и их вождя. Главные роли в фильме исполняют Майкл Фассбендер, Доминик Уэст и Ольга Куриленко.
Слоганы фильма: «Сражайся или умри!», «Я не сдамся! Я — воин Рима!».

## Сюжет
117 год н. э. Римские гарнизоны в Северной Британии пытаются подавить сопротивление местных жителей, пиктов, которые под предводительством короля Горлакона уничтожают форпосты римлян один за одним. Центурион Квинт Дий, единственный выживший после налёта пиктов, был захвачен ими в плен из-за своего знания их языка. В это время Агрикола, римский наместник Британии, получает подкрепление от правительства Рима, желавшего полного захвата Британии, в виде IX легиона под командованием Тита Флавия Вирила, прибывшего на остров с целью «стереть пиктов и их лидера с лица земли». Наместник даёт ему в помощь немую следопытку пиктов по имени Этайн.
Наступая на север, легион спасает Дия, сбежавшего из плена. Этайн, ненавидящая римлян за убийство её семьи, приводит легион в ловушку. Начинается жестокая битва, в которой гибнет весь IX легион, а затем пикты берут в плен полководца Тита Флавия Вирила. Дий с шестью выжившими — ветеранами Ботом и «Кирпичом», солдатами Макром, Леонидом, Таксом и Тараком, поваром, — узнают, что генерала захватили в плен. Воины решают спасти его, снимают свою броню и отправляются в путь налегке. Они находят лагерь пиктов и проникают в него ночью. Но у них не получается снять с командующего цепи; тогда он возлагает свою должность начальника IX легиона на Дия и приказывает ему отвести оставшихся на римскую территорию. Отступая, один из римлян, Такс, убивает сына Горлакона. На следующее утро, после похорон мальчика, Вирилу дают меч и устраивают его поединок с Этайн, который заканчивается гибелью римлянина.
Семеро легионеров решают возвращаться через север, так как узнают, что пикты ищут их. Этайн с варварами почти настигают их, но они прыгают в водопад, лишь повар Тарак ломает ногу и погибает от выстрелов в спину; остальные выживают и течение выносит их на берег, а Макр с Таксом отделяются от группы и натыкаются на стаю волков.
Ночью Дий со своим отрядом разбивают на берегу лагерь и вскоре узнают, что пикты расположились совсем рядом. Дий и «Кирпич» устраивают рейд на лагерь, убивают нескольких часовых и обнаруживают, что следопытки в лагере нет. Допрашивая умирающего пикта на его родном языке, Дий узнаёт, что пикты гонятся за ними не из-за войны между народами, а только ради мести, также выясняется, что Этайн атакует лагерь оставшихся на берегу легионеров, убивает Леонида и ранит Бота.
Между тем Макр и Такс всё ещё преследуются волками. Внезапно Такс падает и Макр возвращается помочь ему, но Такс ранит Макра в ногу и оставляет того на съедение волкам.
Дий, Бот и «Кирпич» натыкаются на лачугу в лесу, где живёт изгнанница пиктов, Арианна. Она кормит их, лечит Бота и, когда в один день Этайн прибывает в лачугу, прячет римлян в подвале. На следующее утро, когда Бот уже может идти, легионеры уходят, а Ариана, которая чувствует что-то к Дию, даёт им еду в дорогу до римского форта, находящегося неподалёку. Придя туда, легионеры находят его заброшенным. Приказ на стене информирует о том, что римляне отступили к Валу Адриана. Увидев приближающуюся Этайн, они готовятся к бою. В битве Дий убивает Этайн, а героически сражавшийся «Кирпич» погибает от нанесённых ран.
Ночью Дий и Бот встречают Такса и продолжают путь втроём. Возле Вала Адриана Такс угрожает Дию, который собирается доложить о его преступлении. Завязывается бой, в котором Дий убивает Такса. Тем временем Бот скачет в лагерь, однако его убивают, приняв за пикта. Прибыв в лагерь, Дий докладывает наместнику о ситуации. Агрикола, считая, что новость об уничтожении IX легиона подорвёт его авторитет перед Римом и вызовет подъём партизанских движений среди местного населения, решает полностью похоронить историю легиона и убить Дия, как последнего выжившего.
Дочь наместника организовывает покушение, но Дий убивает гвардейцев, оказываясь раненным в ходе схватки. Отвращённый предательством римлян, он едет жить к Арианне, так же преданной своим народом, как и он. Дий повторяет слова: «Это ни начало, ни конец моей истории», которые он произносил в самом начале фильма, предполагая возможное продолжение.

## Создатели фильма
- Нил Маршалл — режиссёр
- Кристиан Колсон — продюсер
- Роберт Джонс — продюсер
- Нил Маршалл — автор сценария
- Сэм Маккёрди — оператор
- Родриго Гутиеррес — второй оператор
- Илан Эшкери — композитор
- Саймон Боулс — художник-постановщик
- Джейсон Нокс-Джонстон — художник
- Энди Томсон — художник
- Крис Гилл — монтажёр
- Дебби Маквильямс — подбор актёров
- Кит Мэдден — художник по костюмам

В ролях
- Майкл Фассбендер — Квинт Дий
- Доминик Уэст — Вирил
- Ольга Куриленко — Этайн
- Ноэль Кларк — Макр
- Лиам Каннингем — «Кирпич»
- Дэвид Моррисси — Бот
- Джей Джей Филд — Такс
- Димитри Леонидас — Леонид
- Риз Ахмед — Тарак
- Пол Фримен — Агрикола
- Аксель Каролин — Айрон
- Дейв Леджено — Вортикс
- Ульрих Томсен — Горлакон
- Имоджен Путс — Ариана
- Рэйчел Стирлинг[англ.] — Друзилла
- Оуэн Маккен — Ахивир

## Создание фильма
Сценарий фильма был написан режиссёром Нилом Маршаллом под рабочим названием «Девятый легион» (англ. Ninth Legion). По историческим данным, IX Испанский легион численностью свыше 4000 человек отправился от Вала Адриана в Шотландию и исчез. Историки выдвигают различные предположения относительно судьбы легиона: одни полагают, что легион был расформирован, другие считают, что они были перебиты готами позже в Германии. Впрочем, существуют мнения в пользу того, что IX легион был уничтожен на территории Британии. Так, к примеру, доктор М. Рассел считает, что есть убедительные доказательства того, что в Британии шла война, в ходе которой римский легион был уничтожен у Вала Адриана. По поводу использования легенды как основы фильма Маршалл сказал: «Предполагается, что фильм не будет исторически точным. Я взял эту легенду и исследую… это — триллер».
Съёмки фильма начались в феврале 2009 года. Среди мест, где проходили съёмки, присутствуют шотландские Баденох, Срафспи и Glenfeshie Estate в Кэйнгромс. Съёмки также проходили в Лондоне, на Ealing Studios, и в окрестностях Суррея, таких как лес Элис-Холт. На съёмках в Баденохе и Страфспи римских солдат и пиктов изображали группы, занимающиеся историческими реконструкциями. Фильм снимали в достаточно холодных условиях, что ощутили на себе актеры. Английский актер Ноэль Кларк (Марк) приходил в себя от обмороженья, британо-американский актер Джей Джей Филд (Такс) в процессе съемок бросил курить (причиной послужило переохлаждение), ирландско-немецкому актеру Майклу Фассбендеру (Квинт Дий) пришлось бегать без рубашки при минусовых температурах. Майкл Фассбендер (Квинт Дий) рассказывал и о других сложностях в период съемок: «Группа римлян спасает свои жизни, пытается любой ценой дойти до границы. Это физически сложный кусок – надо скакать на лошадях и драться на мечах». Несмотря на то, что пикты, как правило, не носили никакую одежду, создатели фильма решили представить их в фильме одетыми, т.к. съемки проходили зимой. Французской актрисе Ольге Куриленко (Этайн) для съемок в фильме пришлось учиться ездить на лошади. Она также рассказывала о том, как ей пришлось учиться владеть пикой, ножом и топором: «Я такие орудия сроду в руках не держала. Это было нечто совершенно новое, чему приходилось обучаться. У нас было много боевых тренировок. Мне очень понравилось, было весело».

## Выход фильма
Премьера фильма «Центурион» состоялась 18 марта 2010 года. 20 июля он был выпущен в кинотеатрах.
Права на распространение фильма были куплены у компании Pathe компанией Constantin из Германии, Aurum из Испании, Hopscotch из Австралии, Scanbox из Скандинавии и Odeon из Греции.

## Оценки
На сайте «Rotten Tomatoes» положительными оказались 61 % рецензий, средний рейтинг — 5,5 / 10. На «Metacritic» фильм получил в целом положительные отзывы, средний рейтинг фильма составляет 62 балла из 100 на основе 21 рецензии. На сайте «IMDb» фильм получил рейтинг 6,4 из 10. На сайте «Vashdosug.ru»  приведена критика этого фильма: «Скомканное» повествование и стремительное развитие событий придают фильму динамичности, но выглядят так, будто при монтаже режиссер выбрал только самые кровавые и резкие эпизоды и слепил их в один бесформенный ком». К положительным моментам фильма отнесена работа художников по костюмам и декорациям (результаты которой понравятся «рядовому зрителю, не углублявшемуся в изучении истории»), а также пейзажи. Сайт «OneMetal» дал фильму три звезды из пяти, заявив: «то, чего не хватает в плане характера, компенсируется кровавыми сценами и невероятными визуальными эффектами».

Британская газета «The Guardian» дает фильму две звезды из пяти, заявив, что это «череда последовательностей погони», имеющийся романтический сюжет назван скудным и почти скрытым «за ненасыщенными гейзерами крови». В данной газете фильм оценивается следующим образом: «это кинотеатр на велотренажере: энергичный, неустанный и склоняющийся к однообразию». Британская газета «Daily Mail» дает фильму одну звезду из пяти, заявив, что «Центурион — любопытная смесь Гладиатора, Храброго сердца и Апокалипсиса, но далеко не так хороша, как любая из них». Во французском журнале «Studio Ciné Live» данный фильм назван «невольно веселым». Американская газета «The Boston Globe» дает фильму 2,5 звезды из 4, его положительными сторонами считает «неустанность и юмор», отрицательными — «отсутствие чувства энергии и острых ощущений» предыдущих фильмов Нила Маршалла. Американская газета «The Village Voice» дает положительный отзыв о фильме, считает, что это «очень приятный боевик и приключенческий фильм», высоко оценивает выступление Майкла Фассбендера в главной роли. Российское независимое информационное агентство «Interfax» в своей рецензии дало отрицательную оценку фильму, заявляя то, что «сюжет фильма ничем не примечателен и предсказуем до неприличия...». Вместе с тем, «Interfax» отмечает то, что единственным удавшимся и проработанным персонажем получилась Этейн в исполнении Ольги Куриленко. Российская газета «Коммерсантъ» негативно отзывается о фильме, заявляя то, что «в целом история о римском девятом легионе, сгинувшем в шотландских лесах, представляется довольно типовым и невыразительным батальным полотном». Российская интернет-газета «Газета.Ru» заявляет: «Не сказать, чтобы «Центурион» оказался новым словом в жанре исторического эпика, но впечатление он производит приятное: будучи сшитым по стандартной голливудской выкройке, фильм Маршалла берет сбалансированностью. «Центурион» не прикидывается исторической реконструкцией, он ближе к лихой ролевой игре». Относительно достоверности исторических событий, изложенных в фильме, российская интернет-газета «Газета.Ru» заявляет:    
«Знаменитый девятый легион был создан Цезарем, переформирован после роспуска Октавианом, брошен Клавдием на завоевание Британии. Это что касается фактов.Все остальное является плодом фантазии режиссера Нила Маршалла («Спуск», «Псы-воины») и базируются на легенде о том, что легион сгинул в боях с шотландским народом — пиктами — возможно, именно после этого римляне исполосовали Англию каменными стенами Адрианова вала. Сведения о пиктах до наших дней дошли сравнительно скудные, поэтому плацдарм для творчества Маршаллу достался обширный. Он заставил пиктов говорить на гэльском языке, разрисовывать, как кельтов, перед битвой лицо синей краской и одел в стильные меховые шкуры». 
Российская интернет-газета «Newslab.ru» заявляет то, что данный фильм это «досадный промах хорошего режиссера; зверское, но обидно бессмысленное историческое кино». Немецкий журнал «Cinema» охарактеризовал фильм, как «мужской, чрезвычайно кровавый урок истории», а также отметил то, что «боевые беспорядки выигрывают благодаря маневренным действиям и очаровательной атмосфере». К отрицательным моментам фильма была отнесена нехватка разнообразия.